# Лассен-Волканик (национальный парк)
Национальный парк Ла́ссен-Волка́ник (англ. Lassen Volcanic National Park) — национальный парк США расположенный в центральной части Северной Калифорнии.
Основной достопримечательностью парка является Лассен-Пик (англ. Lassen Peak),
крупнейший в мире вулкан с лавовым конусом и самый юго-восточный вулкан в Каскадных горах. Парк начинался как два независимых национальных монумента основанных президентом Теодором Рузвельтом в 1907: Национальный монумент Синдер-Коун (англ. Cinder Cone National Monument) и Национальный монумент Лассен-Пик
(англ. Lassen Peak National Monument).
Источником вулканической активности на территории Лассена является сдвиг северокалифорнийской оконечности тектонической плиты Горда под Североамериканскую плиту. Продолжающая геотермальная активность в окрестности Лассен-Пик представлена грязевыми котлами, фумаролами и горячими источниками. Национальный парк Лассен-Волканик является одним из немногих мест, где находятся все четыре типа вулканов (лавовый конус, шлаковый конус, щитовой вулкан и стратовулкан).